# Sainte-Anne (Guadalupe)
 Sainte-Anne é uma comuna francesa na região administrativa de Guadeloupe, no departamento de Guadeloupe. Estende-se por uma área de 80,29 km², com habitantes, segundo os censos de 1999, com uma densidade de 254 hab/km².